# Tyrannochthonius bagus
Tyrannochthonius bagus är en spindeldjursart som beskrevs av Harvey 1988. Tyrannochthonius bagus ingår i släktet Tyrannochthonius och familjen käkklokrypare. Inga underarter finns listade i Catalogue of Life.